# Niederweier
Niederweier ist ein Ortsteil von Oberweier in der Stadt Gaggenau im Landkreis Rastatt.
Die erste Erwähnung Niederweiers (als „Niderenwilri“) stammt aus einer am 18. Mai 1256 in Kuppenheim ausgestellten Urkunde. Orte mit der Endung -weier liegen meist in den einst von den Römern besetzten Gebieten. Dieser Name kommt von dem römischen villare und änderte sich im Laufe der Zeit in die heutige Bezeichnung Weier.  
Hervorgegangen ist die Siedlung aus dem mittelalterlichen Hofgut der Freiherren von Gemmingen, die am Ortsausgang in Richtung Muggensturm ein befestigtes Wasserhaus besaßen, das auch als Schloss bezeichnet wurde. Dessen Reste waren bis zum Beginn des 19. Jahrhunderts erhalten. 
Carl Friedrich Jägerschmidt beschreibt die Ruine, die er aber fälschlicherweise als römisches Kastell identifiziert, wie folgt: „Hier fand ich noch vor 36 Jahren die wohlerhaltenen Mauern eines römischen Kastells, welches auf einer Wiese gestanden und von dem Eigenthümer bis auf den Grund abgebrochen und die Stelle eingeebnet wurde. Das ganze Bauwesen bildete ein von Gräben umgebenes Viereck etwa siebenzig Fuß in's Gevierte mit einem einzigen Thore dessen Bogen noch vorhanden war und zwei Thürmen deren Fundamente den Beweis ihrer Existenz beurkundeten und die Mauern hatten damals noch eine Höhe von 18 Fuß. Gegenwärtig noch erkennt man die Stelle wo das Kastell gestanden. Beim Abbruch fand man viele Pfeile, Spieße, Schwerter, mehrere mit aufgewölbten Köpfen versehene Riednägel, wahrscheinlich vom Thorbeschläge, einen Thorhandgriff, sodann verschiedene Münzen von Kupfer“
Von dem Gemminger Hofgut zeugt auch noch die Bezeichnung „Altes Schloss“ in dem Gemarkungsplan von 1785.
Die zu dem Hofgut gehörenden umfangreichen Flächen wurden von Bauern bewirtschaftet, die sich in der Nähe des Wasserhauses niederließen und dort ihre Höfe errichteten. Aus diesem Siedlungskern entwickelte sich im Laufe der Zeit das Dorf Niederweier in der dörflichen Siedlungsform eines Straßendorfs.
Niederweier ist erst in den 1970er Jahren baulich mit Oberweier zusammengewachsen. Am 1. April 1972 wurde die Gemeinde Oberweier nach Gaggenau eingemeindet.
Es besteht heute aus vier Straßen (Ortsstraße, Karlsruher Straße, Im Vuvich und Alter Weg) und hat insgesamt ca. 500 Einwohner. 
Früher befand sich an der jetzigen Kreuzung der Karlsruher Straße und der Ortsstraße ein kleiner Marktplatz, auf dem eine große Winter-Linde stand, welche immer noch zu besichtigen ist. 
Der Ort besitzt außerdem eine Bushaltestelle.
Aufgrund der Lehmvorkommen auf den umliegenden Flächen werden die Einwohner mit dem Ortsnecknamen „Leimenrutscher“ bezeichnet.